# Marechal da Polônia

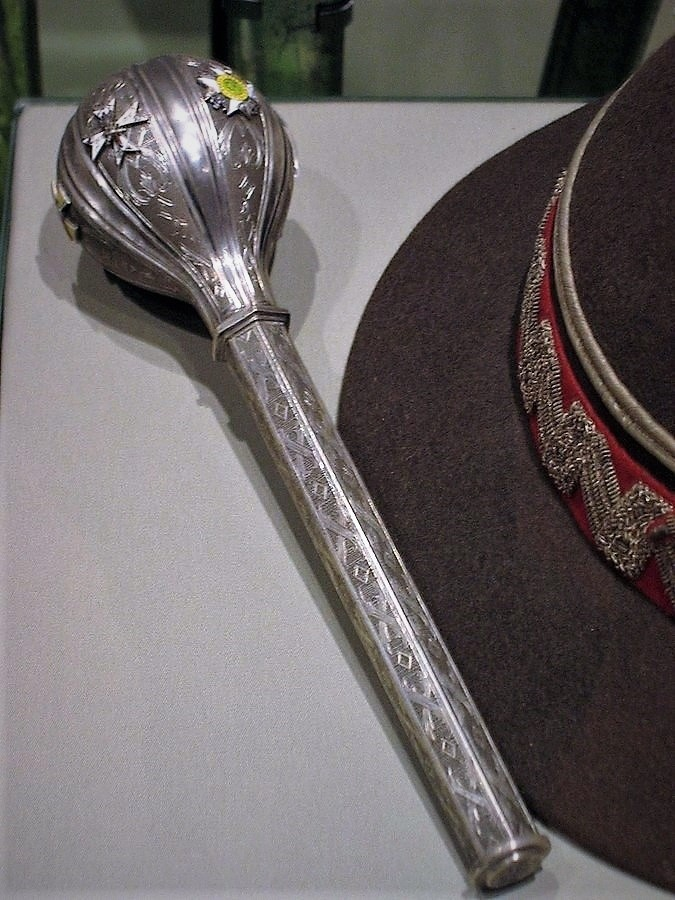
Bastonete de Marechal da Polônia de Edward Rydz-Śmigły

Marechal da Polônia (polonês: Marszałek Polski) é a mais alta patente no exército polonês, e foi ocupada por apenas seis oficiais. Atualmente o título é equivalente a marechal-de-campo ou general-de-exército em outros exércitos da OTAN.
Hoje em dia não há Marechais da Polônia, já que a patente apenas é concedida a comandantes militares que conseguiram uma vitória significativa em guerra.  

## Marechais da Polônia
- 1920 - Józef Piłsudski (1867-1935)
- 1922 - Ferdinand Foch (1851-1929) (Também Marechal de França e Marechal-de-campo britânico)
- 1936 - Edward Rydz-Śmigły (1881-1941)

Militares do exército popular polonês com a patente de Marechal da Polônia
- 1945 - Michał Rola-Żymierski (1890-1989)
- 1949 - Konstantin Rokossovsky (1896-1968) (Também marechal da União Soviética)
- 1963 - Marian Spychalski (1906-1980)

- Wojciech Jaruzelski rejeitou a promoção a Marechal da Polônia.